# Parcul din satul Temeleuți
Parcul din satul Temeleuți, raionul Florești, este amplasat în partea de sud-est a satului sus-numit. Are o suprafață de 3,8 ha. Este o arie protejată din Republica Moldova, reprezentând un monument de arhitectură peisagistică. În 1998, se afla în administrarea Întreprinderii agricole „Progres”.

## Istoric

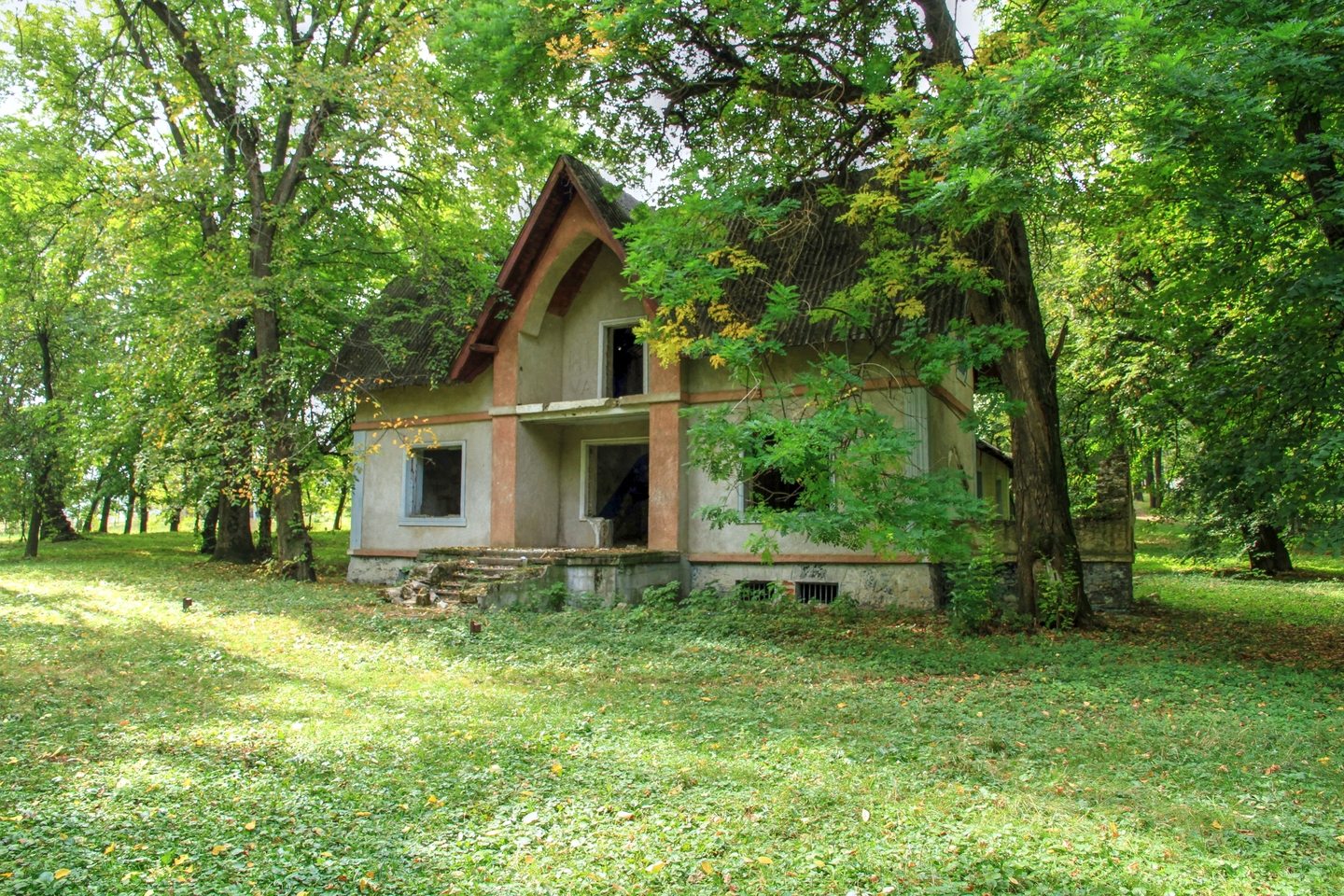
Bucătăria conacului

Parcul boieresc cu complexul de clădiri a fost fondat în anii 1903–1908 în stil landșaft. Conacul este cunoscut drept conacul Meleghi. Deși unele surse susțin că numele boierului este necunoscut, cele mai multe surse atribuie conacul familiei Meleghi, de altfel numele uzual al edificiului în prezent. Meleghi a fost numele cucoanei românce Elena, cu care s-a căsătorit boierul de origine poloneză Dumitru Granoțchi și au înființat o familie la București, mutându-se ulterior la Temeleuți. Se presupune că parcul a fost sădit cu puieți aduși de boier din călătoriile lui, iar arhitectul parcului a fost un prieten al lui Meleghi din Anglia. Teritoriul a fost moștenit de fiul boierului, apoi preluat de autoritățile sovietice.
Conacul nu s-a păstrat. Un timp îndelungat în clădirea bucătăriei conacului a funcționat un muzeu, apoi o școală. Prin 1984, lângă parc a fost construit un bloc nou, în care a fost transferată școala. Clădirea conacului a rămas pustie și a început să fie devastată rapid: au fost furate ușile, ferestrele, podelele și unele elemente ale acoperișului. Pe teritoriul parcului pot fi observate rămășițele unui gard de fontă: acesta a fost distrus și furat, accesul spre parc devenind deschis pentru animalele erbivore. S-a păstrat în schimb poarta de lemn, albastră, instalată în anii 1980.
Arborii din parc au fost afectați grav de chiciura din anul 1999.
Autoritățile comunei susțin că au un plan de restaurare a parcului și conacului, care ar include amenajarea acestora, instalarea gardului, a unor bănci și felinare și săparea unui apeduct. Costurile lucrărilor s-ar ridica la peste un milion de lei, iar cererea de finanțare a proiectului a fost depusă la Fondul Ecologic Național.

## Descriere

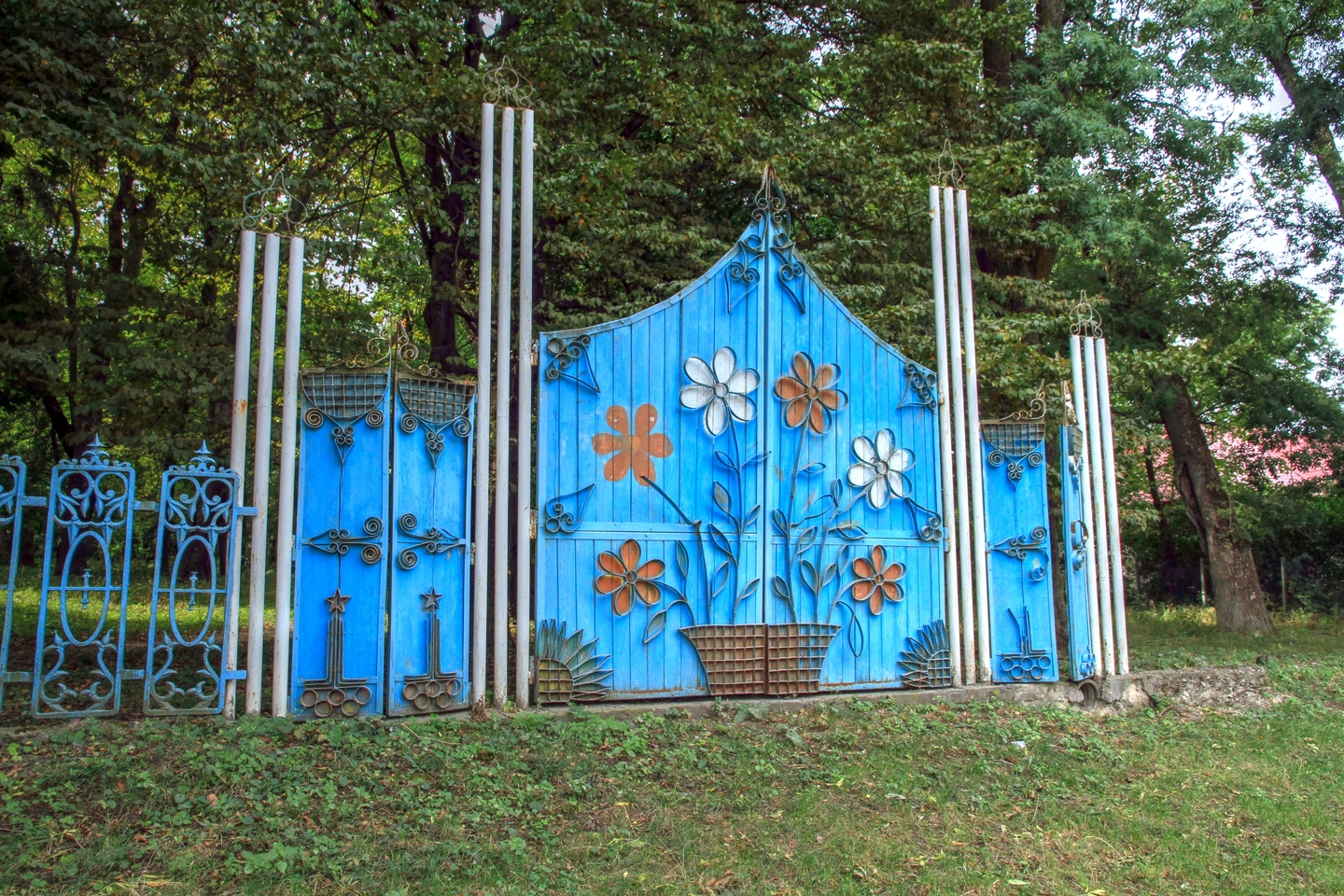
Poarta

Parcul este situat pe o pantă cu expoziția nord-est, pe soluri cenușii de pădure, cu o înclinare nesemnificativă. Intrarea este dinspre șoseaua care delimitează satul de parc. Conacul era situat în mijlocul parcului, înconjurat de un sistem simplu de alei. În fața conacului se deschidea o poiană largă cu arbori, care probabil inițial era populată și de arbuști dispăruți între timp. Din poiană pornesc câteva alei pavate spre alte poieni și fântâna din parc, secată dar cu pietrele păstrate. Puțin mai jos de fântână, este amplasată o altă poiană, închisă și mai puțin îngrijită, în mijlocul căreia crește un salcâm alb, cu diametrul tulpinii de 1 m și înălțimea de 20–22 m. Mai sus de fântână se găsește o altă poiană închisă, mărginită de copaci de platan londonez, paltin argintiu, salcie albă ș.a., datați de la sfârșitul secolului al XIX-lea. La sud-est de această poiană este situată încă una, relativ mare, alungită, cu paltin de câmp, volniș, salcie pletoasă, sâmbovină americană și alte plante.
Structura compozițională a parcului a fost afectată de construcția gimnaziului în 1984, care, fiind ridicat la o anumită distanță de parc, a lăsat între el și parc un teren gol de 1 ha, folosit ca teren de sport.

### Dendroflora

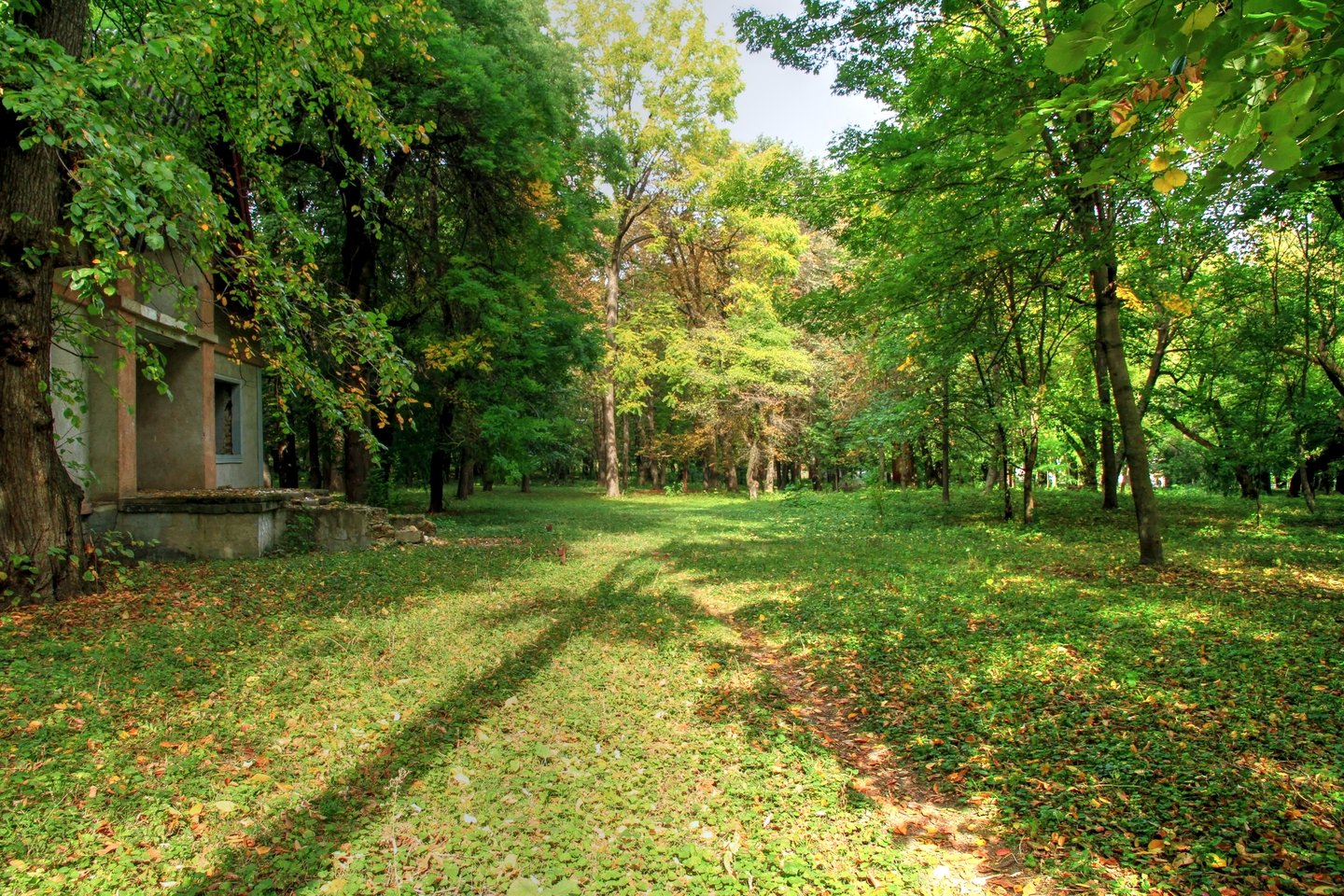
Poiana din fața conacului

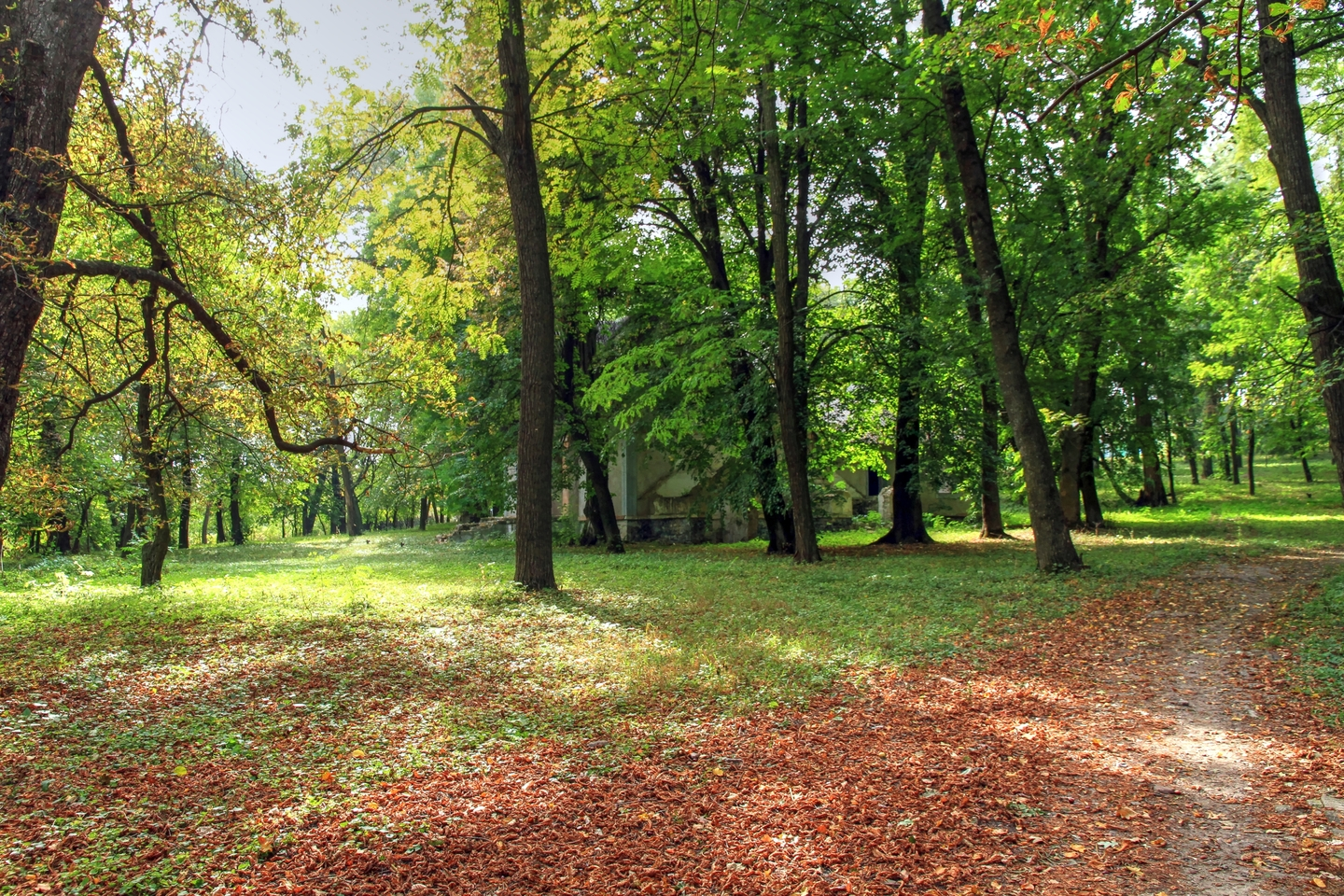
În preajma conacului

Parcul este populat de plantații dese la margini, iar în mijloc sunt amplasate poieni formate din specii de plante decorative. La marginea poinenilor cresc arbori de molid înțepător, molid Enghelman, mesteacăn, stejar etc. Spre sud-vest poienile sunt închise de exemplare de paltin argintiu, platan londonez, tei american ș.a.
În parc sunt identificate peste 40 de specii și forme de plante lemnoase. În anii 1960, cifra era de peste 50 de specii, dar între timp au dispărut specii ca Ginkgo biloba, Cotoneaster lucidus, Elaeagnus angustifolia, Tecoma radicans ș.a. Din speciile rămase, unele, cum ar fi sofora japoneză, sunt pe cale de dispariție. Parcul este acaparat de specii invazive autohtone.
Lista speciilor de plante lemnoase din parcul Hincăuți este prezentată în tabel.
| Nomenclatura binară                   | Denumirea populară           | Proveniență geografică             |
| ------------------------------------- | ---------------------------- | ---------------------------------- |
| Conifere                              |                              |                                    |
| Abies nordmanniana Spach.             | Brad de Caucaz               | Caucaz                             |
| Laris dicedua Mill.                   | Larice, zadă                 | munții Europei de vest și centrale |
| Picea engelmannii (Parry.) Engelm.    | Molid de Arizona             | America de Nord                    |
| Picea excelsa Link.                   | Molid obișnuit               | zona forestieră a Europei          |
| Picea pugens f. glauca Beissn.        | Molid înțepător f. albăstrie | munții Americii de Nord            |
| Pinus montana Mill.                   | Pin de munte                 | Europa de sud-vest                 |
| Pinus sylvestris L.                   | Pin silvestru                | Europa, Siberia                    |
| Angiosperme                           |                              |                                    |
| Acer platanoides L.                   | Paltin de câmp               | Europa până la Ural                |
| Acer negundo L.                       | Arțar american               | America de Nord                    |
| Acer pseudoplatanus L.                | Paltin de munte              | Europa                             |
| Acer saccharinum L.                   | Arțar argintiu               | America de Nord                    |
| Aesculus hippocastanum L.             | Castan porcesc               | Balcani                            |
| Aesculus carnea Hayne.                | Castan incarnat              | hibrid                             |
| Betula verrucoza Ehrh.                | Mesteacăn                    | Europa, Siberia                    |
| Celtis occidentalis L.                | Sâmbovină                    | America de Nord                    |
| Euonymus europaea L.                  | Salbă moale                  | Europa                             |
| Fontanesia fortunei Carr.             | Fontanezia                   | China                              |
| Fraxinus excelsior L.                 | Frasin obișnuit              | Europa                             |
| Philadelphus pubescens Lois.          | Lămâița                      | Europa occidentală                 |
| Platanus acerifolia Villd.            | Platan londonez              | hibrid                             |
| Populus alba L.                       | Plop alb                     | Europa de est, Mongolia, China     |
| Populus piramidalis Ros.              | Plop piramidal               | Afganistan                         |
| Quercus borealis Michs.               | Stejar roșu                  | America de Nord                    |
| Quercus robur L.                      | Stejar pedunculat            | Europa de vest și de est           |
| Robinia pseudacacia L.                | Salcâm alb                   | America de Nord                    |
| R. p. f. piramidalis Papin.           | F. piramidală                | –                                  |
| Rosa canina L.                        | Măcieș                       | Europa, Siberia, China             |
| Salix alba f. vittelina pendula Rehd. | Salcie albă pletoasă         | Europa, Siberia de vest            |
| Sophora japonica L.                   | Sofora japoneză              | Japonia, China                     |
| Syringa vulgaris L.                   | Liliac                       | Balcani                            |
| Swida alba L.                         | Sânger tătăresc              | Siberia, Mongolia, Japonia         |
| Tilia americana L.                    | Tei                          | America de Nord                    |
| Tilia cordata L.                      | Tei cu frunza mică           | Europa                             |
| Tilia argenetea Desf. ex DC.          | Tei argintiu                 | Europa, Balcani, Asia Mică         |
| Ulmus laevis Pall.                    | Volniș                       | Europa, Caucaz                     |
| Viburnum lantana L.                   | Dârmoz                       | Europa de vest, Caucaz             |